# Антін Дербіш
Антін Дербіш (13 червня 1921, Ярослав — 1 грудня 1991, Торонто) — український співак.

## Життєпис
Народився 13 червня 1921 року в місті Ярославі, у сім'ї було десятеро дітей. У 19-річному віці Антін Дербіш став членом ОУН. Незадовго до закінчення війни опинився в полковому вишколі в Словаччині, згодом — в Австрії. Ще у війську Антін співав у чоловічому секстеті. Пізніше, уже після втечі з полону, співав у чоловічому хорі імені Олександра Кошиця, а з 1947 року у хорі «Ватра», яким керував Лев Туркевич. Саме там Антін познайомився зі своєю майбутньою дружиною Дарією Зарицькою.
У 1949 році він еміґрував до Канади й оселилився в Едмонтоні. Там уже мешкали інші хористи «Ватри», які знову згуртувалися в один колектив під керівництвом Лева Туркевича. За доволі короткий час колектив «Ватра» розпочав своє дворічне концертне турне. Невдовзі разом із дружиною Дарією та донькою Любою Антін переїхав до Торонто. У 1952 році до Торонто перебрався й Лев Туркевич, який очолив хор церкви Св. Покрови, а пізніше взявся до керування чоловічим хором «Прометей». Протягом тривалого періоду співав у цих хорових колективах і Антін Дербіш.
По приїзді до Торонто Антін познайомився з Леонідом Яблонським, який був керівником оркестру легкого жанру. Саме в цьому колективі Антін розпочав виконання пісень любовної лірики композиторів Богдана Весоловського й Степана Гумініловича: «Лети, тужлива пісне», «Прийде ще час», «Було не тужити», «Море радості», «Ти моя найкраща пісня», «Вечірній сумерк», «Ніч», «Галльо», «Вона не прийде», «Марічка». Особливо популярними стали ці твори, коли вийшли в записах на платівках. Популяризації цих пісень сприяв і автор багатьох із них — поет і композитор Богдан Весоловський. Протягом довгих років тривали творчі зв'язки співака й композитора.
У Торонто Антін Дербіш співав у церковному хорі Св. Покрови, у хорі церкви Св. Миколая, чоловічому хорі «Прометей» і в хорі «Бурлака», відновленому 1975 року Степаном Гумініловичем. Саме з хором «Бурлака» Антін Дербіш виступав у Нью-Йорку в жовтні 1987 року.
У 1990 році також з хором «Бурлака» Антін Дербіш побував в Україні, де виступав у Львові, Тернополі й Києві.

## Нагороди та відзнаки
- Золотий хрест «За заслуги» та грамота Братства дивізійників 1-ї дивізії (1997) за популяризацію української пісні в містах США й Канади.